# Aphanopus intermedius
Aphanopus intermedius és una espècie de peix pertanyent a la família dels triquiúrids.

## Descripció
- Pot arribar a fer 100 cm de llargària màxima.
- Cos de color negre rogenc amb un matís iridescent. L'interior de la boca i de les cavitats branquials és negre.
- 39-44 espines i 54-59 radis tous a l'aleta dorsal i 2 espines i 46-50 radis tous a l'anal.
- 102-108 vèrtebres.
- Absència d'aletes pèlviques en els adults (tot i que presents en els joves sota la forma d'una única espina).[5][6]

## Hàbitat
És un peix marí, el qual és bentopelàgic com a adult entre 800 i 1.350 m de fondària i mesopelàgic com a jove entre 300 i 500 (50°N-35°S, 105°E-14°E).

## Distribució geogràfica
Es troba a l'Atlàntic: Angola, l'illa Ascensió, les illes Açores, les Canàries, Cap Verd, la República Democràtica del Congo, la República del Congo, Madeira, Mauritània, Santa Helena i el Sàhara Occidental.

## Observacions
És inofensiu per als humans.